# 프랜시아 레이사
프란시아 라이사(Francia Raisa, 1988년 7월 26일 ~ )는 미국의 배우이다.

## 출연 작품
- 비욘드 파라다이스 (2016)
- 블랙 카 (2015)
- 더티 라이즈 (2014)
- 버진 뱀파이어 (2013)
- 더 커팅 엣지: 파이어 앤 아이스 (2010)
- 불렛페이스 (2010)
- 파이어드 업! (2009)
- 사랑은 은반 위에 3 (2008)
- 슈레더맨 (2007)
- 브링 잇 온 3 (2006)

### 텔레비전
- 미국 십대의 비밀생활 (2008-13)